# Anomalon curvatum
Anomalon curvatum är en stekelart som beskrevs av Dasch 1984. Anomalon curvatum ingår i släktet Anomalon och familjen brokparasitsteklar. Inga underarter finns listade i Catalogue of Life.